# Carlos Alejandro Duré Baltar
Carlos Alejandro Duré (Gualeguaychú, 17 de desembre de 1970) és un futbolista argentí, que ocupa la posició de davanter centre.

## Trajectòria
Va començar a destacar a Argentinos Juniors a finals de la dècada dels 80. La temporada 91/92 passa a Boca Juniors i eixa mateixa temporada al Sol América de Paraguai. Després de militar el Bellinzona suís, la temporada 93/94 retorna al seu país per militar al Deportivo Mandiyú.
Per la temporada 94/95 s'incorpora a Ferro Carril Oeste, amb qui marca 12 gols en 59 partits. L'estiu de 1996 torna a Europa, per jugar amb el CF Extremadura, que acabava de pujar a la primera divisió espanyola. Eixa campanya marca 8 gols en 35 partits i el seu equip baixa. En total, Duré va romandre cinc temporades al conjunt d'Almendralejo (dues a Primera i tres a Segona), i va marcar fins a 33 gols en lliga amb els blaugrana.
La temporada 01/02 recala a l'Albacete Balompié, amb qui milita dues campanyes força discretes a la Segona Divisió. El 2003 retorna al seu país, per jugar amb l'Olimpo, i després d'una fugaç segona etapa a l'CF Extremadura (un partit a Segona B), fitxa pel Juventud Antoniana, de la Primera B argentina. Ací estaria fins a la temporada 07/08, quan el davanter canvia d'aires i marxa al Gimnasia y Tiro, de la mateixa categoria.